# Wdecki-Landschaftspark

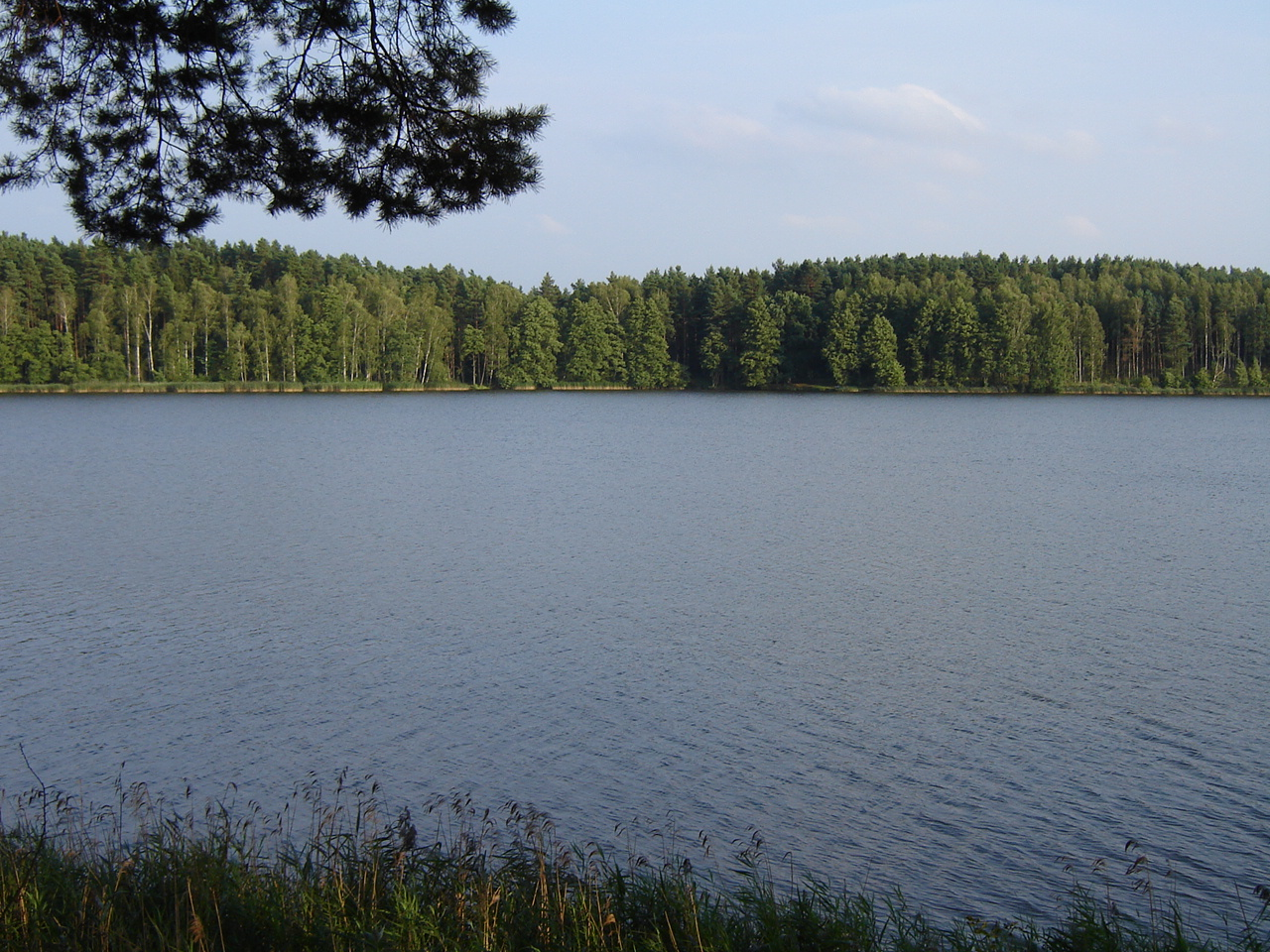
Der See Mukrz

Der Wdecki Park Krajobrazowy (deutsch Wda-Landschaftspark, vom Fluss Wda (Schwarzwasser),) ist ein Landschaftspark im östlichen Teil der Bory Tucholskie (Tucheler Heide) in der Woiwodschaft Kujawien-Pommern. 
Der am 16. Februar 1993 eröffnete Park mit einer Fläche von 237,86 km² gehört mit den Gemeinden Osie (ca. 70 % der Fläche), Drzycim, Jeżewo, Lniano und Warlubie zum Powiat Świecki, sowie mit den Gemeinden Cekcyn und Śliwice zum Powiat Tucholski. 
Das Zentrum des Parks liegt in der Gemeinde Osie mit dem Erholungsort Tleń. In Tleń, an der Mündung des Nebenflusses Prusina in die Wda gelegen, beginnt der Zalew Żurski, ein Stausee des Wasserkraftwerkes Żur. Dieser zusammen mit dem Fluss Wda und weiteren zum Wda-Landschaftspark gehörenden Seen bilden ein Wassersportgebiet. Daneben gibt es zahlreiche markierte Nordic Walking- und Wanderwege.